# The Waterboys
The Waterboys é uma banda fundada pelo vocalista e guitarrista escocês Mike Scott, que fez sucesso na década de 1980 com álbuns como This The Sea e Fisherman's Blues.
O cantor e compositor escocês Mike Scott é o único membro imutável da Waterboys, grupo que abandonou o som inicial espetaculoso, baseado em metais e teclados, típico de grandes orquestras, e voltou-se para o folk acústico irlandês, sem abdicar, porém, da guitarra com acento roqueiro. Do começo ao fim, as letras incisivas de Scott refletem, na sua grande maioria, os interesses do músico em espiritualidade, misticismo e poesia céltica. Apesar do abundante sucesso na Grã-Bretanha em meados dos anos 80, a Waterboys ainda permanecia à cata da grande audiência americana.
Scott, cuja mãe era professora de inglês, cresceu num vilarejo na costa escocesa. No final dos anos 70, ele criou a fanzine Jungleland e começou a tocar em bandas punk. Após estudar inglês e filosofia na Universidade de Edimburgo, Scott mudou-se para Londres com sua banda, Another Pretty Face. Com a dissolução do grupo, ele formou a Waterboys (o nome foi retirado de um verso da canção "The Kids", do disco "Berlin", de Lou Reed), chamando o multi-instrumentista Anthony Thistlethwaite para integrar a banda. Os dois tocaram a maioria dos instrumentos no disco homônimo, de 1983, produzido por Scott. O tecladista Karl Wallinger incorporou-se ao grupo nas duas gravações posteriores, adicionando seus ricos fraseados ao rock alto-astral de Scott.
Os críticos começaram a cunhar o som da Waterboys de "big music", por conta da música com o mesmo nome inserida no disco "The Pagan Place" (100° lugar nas paradas do Reino Unido de 1984). "This Is The Sea" (37° lugar nas paradas do Reino Unido de 1985) comprovou a frutífera colaboração entre Wallinger e Scott, gerando o sucesso "The Whole Of The Moon" (26° lugar nas paradas do Reino Unido de 1985). (A música retornou em 3° lugar nas paradas do Reino Unido em 1991, após ser relançada no álbum dos grandes sucessos da banda, que também chegou ao topo ⏤ 2° lugar ⏤ das paradas britânicas.)
Wallinger deixou a banda em 1985 para formar seu próprio grupo, World Party. Scott passou a morar na Irlanda, onde montou uma nova banda, constituída, na sua essência, de músicos irlandeses de folk. Três anos mais tarde, o vibrante e basicamente acústico "Fisherman's Blues" (13° lugar nas paradas do Reino Unido de 1988) resultou da nova orientação musical de Scott. "Room To Roam" (5° lugar nas paradas do Reino Unido de 1990) seguiu na mesma direção.
No início dos anos 90, Scott mostrava-se ansioso para tocar guitarra elétrica novamente. Após trocas de gravadora, Scott mudou-se mais uma vez, desta vez para Nova Iorque, sem Thistlethwaite e seus companheiros irlandeses. "Dream Harder" (5° lugar nas paradas do Reino Unido de 1993) foi gravado com vários músicos de estúdio.
O disco marcou o retorno de Scott à música elétrica, apesar de ser um registro mais enxuto, se comparado aos primeiros álbuns da Waterboys. Em 1994, Scott voltou para a Grã-Bretanha, vivendo durante meses numa comunidade espiritual na Escócia. Durante o retiro, ele gravou seu primeiro álbum solo, "Bring 'Em All In". Três anos mais tarde, seu segundo trabalho solo, "Still Burning", chegou às lojas. A Waterboys reapareceu em 2000, quando Scott precisou de uma banda para tocar no festival inglês de Glastonbury. Ao lançamento de "A Rock In The Weary Land" seguiu-se uma turnê da Waterboys nos Estados Unidos ⏤ a primeira do grupo em 11 anos (The Rolling Stone Encyclopedia of Rock & Roll. Third Edition. Edited by Holly George-Warren and Patricia Romanoswki. New York: Fireside, 2001, pp. 1049-50; tradução livre do inglês). Texto: Melofilia. 

## Discografia

### Álbuns de estúdio
- 1983: The Waterboys
- 1984: A Pagan Place
- 1985: This Is the Sea
- 1988: Fisherman's Blues
- 1990: Room to Roam
- 1993: Dream Harder
- 2000: A Rock in the Weary Land
- 2001: Too Close to Heaven (também designado Fisherman's Blues, Part 2 nos Estados Unidos)
- 2003: Universal Hall
- 2007: Book of Lightning[1]
- 2011: An Appointment with Mr Yeats
- 2015: Modern Blues
- 2017: Out of All This Blue
- 2019: Where the Action Is
- 2020: Good Luck, Seeker
- 2022: All Souls Hill

### Álbuns ao vivo e compilações
- 1991: The Best of the Waterboys 81–90
- 1994: The Secret Life of the Waterboys 81–85
- 1998: The Live Adventures of the Waterboys
- 1998: The Whole of the Moon: the Music of Mike Scott and the Waterboys
- 2005: Karma to Burn

### Singles
- 1983: "A Girl Called Johnny"
- 1983: "December"
- 1984: "The Big Music"
- 1985: "The Whole of the Moon" (relançado em 1991)
- 1988: "Fisherman's Blues"
- 1989: "And a Bang on the Ear"
- 1993: "The Return of Pan"
- 1993: "Glastonbury Song"
- 2001: "Is She Conscious?"
- 2007: "Everbody Takes a Tumble"[1]